# Чуминден
Св. Харалампий (10 февруари) се почита като господар на всички болести и най-вече на чумата. Празникът в негова чест е известен и като „Чуминден“.
Според народното вярване чумата се е родила на зимния Атанасовден и започнала да мори хората по земята, докато св. Харалампий не успял да я залови и окове в девет вериги.
В народните вярвания чумата е държана от св. Харалампий вързана с верига или затворена в шише, и когато я пусне, тя прави поразии. Името ѝ никога не се споменава, нарича се добрата, леля, блага медана, с цел постоянното ѝ умилостивяване.
На този ден не се работи, за да не се разсърди светецът и да освободи болестта.
Призори всяка домакиня изпича обреден хляб „колак“ и три малки кравайчета и заедно с паничка мед ги носи в черквата да бъдат осветени.
Вкъщи намазват обредните хлябове с меда, прекадяват ги, разчупват ги на късове и разнасят на три къщи за здраве на „леля“ (чумата). Едно от медените кравайчета хвърлят на покрива на къщата за чумата, второто дават на домашните животни, а третото изяждат децата.
С осветения мед мажат челата на децата, за да не боледуват. От него запазват за лек през цялата година.
На този ден празнуват: Харалампи, Харалампий, Хараламби, Хари, Харалан, Ламби, Ламбо, Ламбрин/а, Валентин/а, Вальо, Валя, Валентинка и сродните им имена.